# 摩訶貴由
摩訶貴由（梵語： Maha Kaya，？—1458年），又作摩訶賁田，是占城第十四王朝末代國王，1449年至1458年在位。他是摩訶貴來的弟弟，1449年篡位自立。
1452年（景泰三年），摩訶貴由遣使至明朝朝貢，並以先王摩訶貴來訃告。明代宗派給事中潘本愚、行人邊永前往占城，封摩訶貴由為王。
1457年（天順元年），占城再次遣使到明朝朝貢，明英宗賜其正副使鈒花金帶。次年，摩訶貴由被殺，摩訶槃羅悅自立為王。
| 摩訶貴來        |                                  |                   |
| 前任： 摩訶貴來 | 占婆第十四王朝君主 1449年—1458年 | 繼任： 摩訶槃羅悅 |
| 前任： 摩訶貴來 | 占婆國王 1449年—1458年           | 繼任： 摩訶槃羅悅 |